# Aciberos
Aciberos (en gallego Aciveiros) es una localidad española del municipio de Lubián, en la provincia de Zamora y la comunidad autónoma de Castilla y León.

## Geografía
Se encuentra situado al noroeste de la provincia de Zamora, junto a la provincia gallega de Orense, limítrofe a la comarca de  Viana, y próximo a la frontera con Portugal, a la altura de la histórica región lusitana de Trás-os-Montes. Pertenece a la denominada Alta Sanabria, una subcomarca de la comarca histórica y tradicional de Sanabria. Las localidades de Aciberos, Chanos, Las Hedradas, Hedroso, Lubián y Padornelo conforman el término municipal de Lubián.
Situado en plena ruta del Camino de Santiago Sanabrés, su nombre parece vincularse con haber sido “lugar de acebos”. Se encuentra rodeado de bosques de robles y brezos, aunque también hay castaños, algunos de ellos centenarios. Es una zona generosa en agua que recogen sus múltiples fuentes. De su patrimonio destaca la pequeña ermita de Santa Ana, con una bonita espadaña con toques barrocos, y su iglesia parroquial de la virgen del Carmen. También destaca su rico patrimonio etnográfico, como las numerosos molinos de agua y hornos de cocer pan, todos ellos fechados entre los siglos XV y XVIII.

## Historia
Durante la Edad Media Aciberos quedó integrado en el Reino de León, cuyos monarcas habrían acometido la repoblación de la localidad dentro del proceso repoblador llevado a cabo en Sanabria. Tras la independencia de Portugal del reino leonés en 1143 Aciberos habría sufrido por su situación geográfica los conflictos entre los reinos leonés y portugués por el control de la frontera, quedando estabilizada la situación a inicios del siglo XIII.
Posteriormente, en la Edad Moderna, Aciberos fue una de las localidades que se integraron en la provincia de las Tierras del Conde de Benavente y dentro de esta en la receptoría de Sanabria. No obstante, al reestructurarse las provincias y crearse las actuales en 1833, la localidad pasó a formar parte de la provincia de Zamora, dentro de la Región Leonesa, quedando integrado en 1834 en el partido judicial de Puebla de Sanabria.
Finalmente, en torno a 1850, el antiguo municipio de Aciberos se integró en el de Lubián.

## Patrimonio
De su patrimonio destacan:
- La iglesia parroquial de la Virgen del Carmen, que está situada a la salida del pueblo. Se trata de un edificio sencillo, con un pequeño pórtico de tres arcos y una cubierta en curva realizada en cemento. En este templo, los espacios del atrio son utilizados como cementerio.
- La ermita de Santa Ana, que se encuentra situada a la entrada del pueblo. De reducida dimensión, cuenta con una llamativa espadaña con toques barrocos y un pequeño zaguán abierto.
- Varios molinos de agua, uno de ellos localizado en la plaza de La Mayada y que está datado en el siglo XV. Existen otros dos, que se encuentran en la “sobre aldea” y están fechados en época posterior, hacia el siglo XVIII.
- Dos hornos de cocer pan, situados en la plaza de la Mayada y en la Porta de la Rosalía. Han sido fechados en los siglos XV y XVIII, respectivamente.

### Patrimonio lingüístico
Es una de las pocas localidades bilingües de la provincia de Zamora, ya que sus habitantes utilizan habitualmente el idioma español y el gallego.